# 羅氏兜蘭
罗氏兜兰（学名：Paphiopedilum rothschildianum），又名国王兜兰或帝王兜兰，亦有兜兰之王與拖鞋兰王之稱，为兰科兜兰属的一种，于1888年在婆罗洲北部京那巴鲁山附近发现。植株丛生，高达55厘米，叶为长带状，绿色。花期为4—5月，但开花率很低。生长在海拔500到1200米的
密林中。